# Dreiband-Weltmeisterschaft 1967

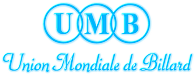
Logo UMB (ausrichtender Verband)

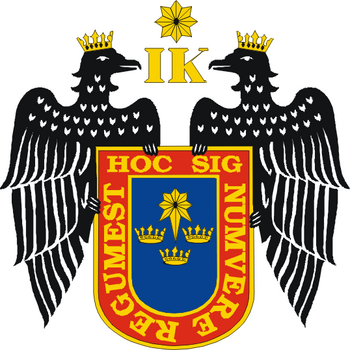
Veranstaltungsort: Lima

Die Dreiband-Weltmeisterschaft 1967 war das 22. Turnier in dieser Disziplin des Karambolagebillards und fand vom 5. bis 15. September 1966 in Lima statt. Es war die Weltmeisterschaft für die Spielsaison 1966/67.

## Geschichte
Raymond Ceulemans sicherte sich den fünften WM-Titel Dreiband in Folge. Er stellte auch wieder zwei neue Weltrekorde auf. Den Rekord im GD schraubte er auf 1,345 und den im BED auf 2,500. Den Weltrekord im BED stellte Ceulemans in der Partie gegen den Argentinier Carlos Friedenthal auf. Er siegte mit 60:7 in 24 Aufnahmen. Das ist die klarste Niederlage bei einer Dreiband-WM. Die USA sind 1966 der UMB (Union Mondiale de Billard) beigetreten und schickten erstmals nach dem Krieg wieder einen Spieler zur WM. Die WM fand im Nationalstadion, in dem 1964 bei einer Panik 300 Menschen ums Leben kamen, statt und war sehr gut besucht. Täglich waren 1200 bis 1500 Zuschauer im Saal. Beim Finale waren es sogar 2000.

## Modus
Gespielt wurde „Jeder gegen Jeden“ bis 60 Punkte.

## Abschlusstabelle

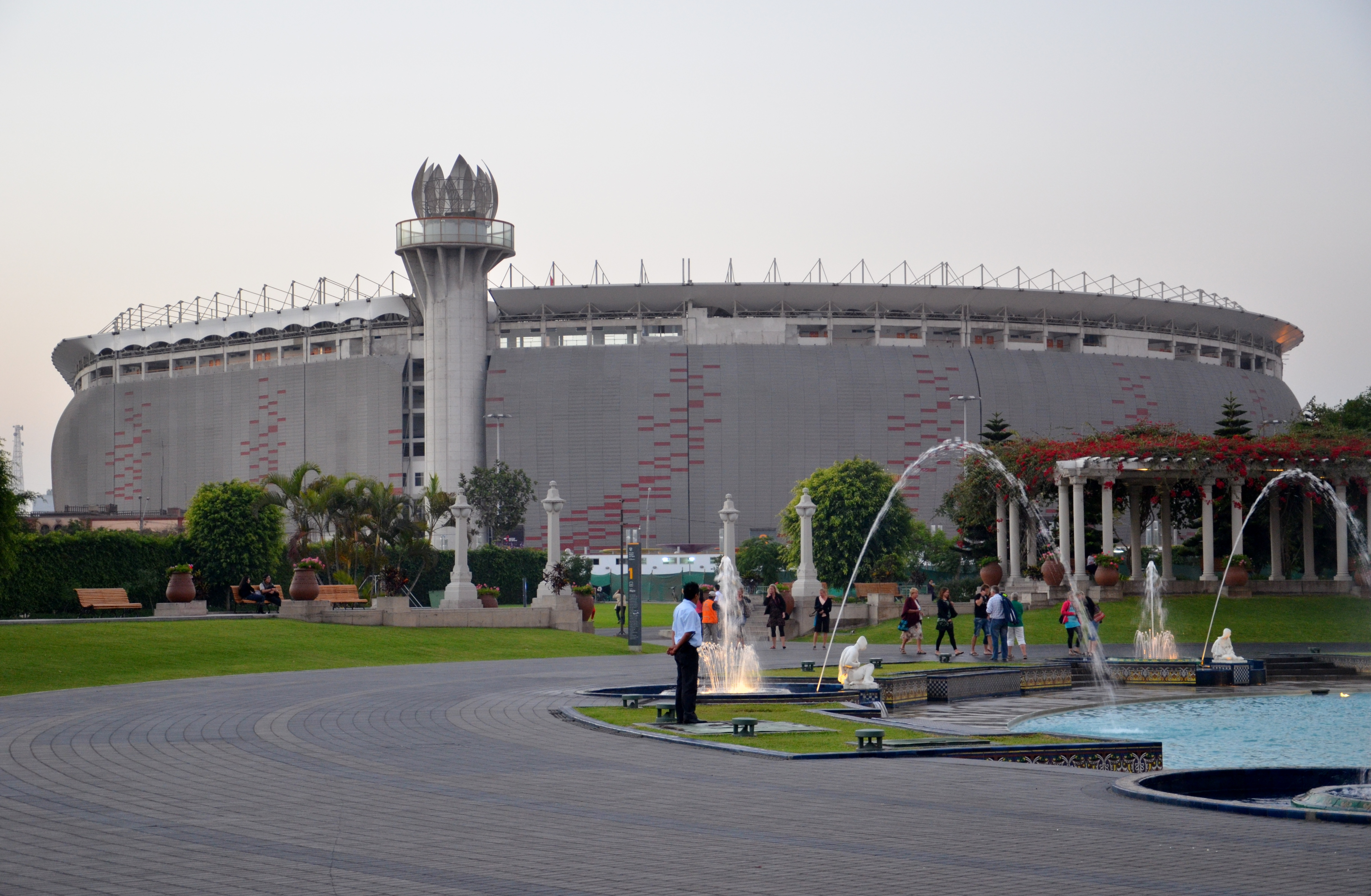
Das Estadio Nacional nach der Renovierung (April 2013)

| MP    | Match Points (Sieger = 2; Unentschieden = 1; Verlierer = 0) |
| Pkte. | Erzielte Karambolagen                                       |
| Aufn. | Benötigte Versuche                                          |
| GD    | Generaldurchschnitt                                         |
| BED   | Bester Einzeldurchschnitt eines Spielers                    |
| HS    | Höchstserie                                                 |
|       | Bester GD des Turniers                                      |
|       | Bester ED des Turniers                                      |
|       | Beste HS des Turniers                                       |
|       | 1. Platz (Gold)                                             |
|       | 2. Platz (Silber)                                           |
|       | 3. Platz (Bronze)                                           |

| Platz                      | Name               | MP   | Pkte. | Aufn. | GD    | BED   | HS |
| -------------------------- | ------------------ | ---- | ----- | ----- | ----- | ----- | -- |
| 1                          | Raymond Ceulemans  | 16:2 | 534   | 397   | 1,345 | 2,500 | 13 |
| 2                          | Humberto Suguimizo | 14:4 | 494   | 516   | 0,957 | 1,395 | 12 |
| 3                          | Keizo Kubo         | 12:6 | 523   | 521   | 1,003 | 1,333 | 8  |
| 4                          | Johann Scherz      | 11:7 | 510   | 517   | 0,886 | 1,463 | 10 |
| 5                          | Galo Legarda       | 8:10 | 467   | 488   | 0,956 | 1,111 | 9  |
| 6                          | Alfonso Gonzales   | 8:10 | 465   | 523   | 0,889 | 1,304 | 10 |
| 7                          | Adolfo Suárez      | 7:11 | 465   | 575   | 0,808 | 0,937 | 10 |
| 8                          | William Hynes      | 5:13 | 393   | 468   | 0,839 | 1,111 | 8  |
| 9                          | Carlos Friedenthal | 5:13 | 431   | 532   | 0,810 | 1,071 | 7  |
| 10                         | Herman Bustos      | 4:14 | 445   | 543   | 0,819 | 1,304 | 9  |
| Turnierdurchschnitt: 0,930 |                    |      |       |       |       |       |    |